# Лариса Савченко-Нейланд
Лариса Нейланд (при народженні Савченко, нар. 21 липня 1966, Львів) — українська радянська, українська та латвійська тенісистка, відома передусім виступами в парному розряді, дворазова переможниця турнірів Ґранд Слем у парних жіночих змаганнях та чотириразова володарка титулів Ґранд Слем у міксті. Лариса Савченко має звання Заслуженого тренера України, працює головним тренером Міжнародної тенісної академії (МТА [Архівовано 9 липня 2021 у Wayback Machine.]).  
Лариса одружилася із латвійцем Алексом Нейландом 1989 року, а після відновлення Латвією незалежності представляла цю країну. 
Граючи в парі з Наташею Зверєвою, Савченко виграла Відкритий чемпіонат Франції 1989 року, здолавши у фіналі пару Штеффі Граф та Габріела Сабатіні. 1991 року, знову в парі з «мінською риссю», вона виграла Вімблдонський турнір, а 1992 року разом із Цирілом Суком тріумфувала у Вімблдонському міксті.

## Головні фінали

### Турніри Великого шолома

#### Парний розряд: 12 (2 титули, 10 поразок)
| Результат | Рік  | Турнір                               | Покриття | Партнер         | Супротивниці                    | Рахунок            |
| --------- | ---- | ------------------------------------ | -------- | --------------- | ------------------------------- | ------------------ |
| Поразка   | 1988 | Вімблдонський турнір                 | Трава    | Наташа Звєрєва  | Штеффі Граф Габріела Сабатіні   | 3–6, 6–1, 10–12    |
| Перемога  | 1989 | Відкритий чемпіонат Франції з тенісу | Ґрунт    | Наташа Звєрєва  | Штеффі Граф Габріела Сабатіні   | 6–4, 6–4           |
| Поразка   | 1989 | Wimbledon (2)                        | Трава    | Наташа Звєрєва  | Яна Новотна Гелена Сукова       | 1–6, 2–6           |
| Поразка   | 1990 | French Open (2)                      | Ґрунт    | Наташа Звєрєва  | Яна Новотна Гелена Сукова       | 4–6, 5–7           |
| Поразка   | 1991 | French Open (3)                      | Ґрунт    | Наташа Звєрєва  | Джиджі Фернандес Яна Новотна    | 4–6, 0–6           |
| Перемога  | 1991 | Wimbledon (3)                        | Трава    | Наташа Звєрєва  | Джиджі Фернандес Яна Новотна    | 6–4, 3–6, 6–4      |
| Поразка   | 1991 | Відкритий чемпіонат США з тенісу     | Тверде   | Яна Новотна     | Пем Шрайвер Наташа Звєрєва      | 4–6, 6–4, 6–7(5–7) |
| Поразка   | 1992 | Wimbledon (4)                        | Трава    | Яна Новотна     | Джиджі Фернандес Наташа Звєрєва | 4–6, 1–6           |
| Поразка   | 1992 | US Open (2)                          | Тверде   | Яна Новотна     | Джиджі Фернандес Наташа Звєрєва | 6–7(5–7), 1–6      |
| Поразка   | 1993 | French Open (4)                      | Ґрунт    | Яна Новотна     | Джиджі Фернандес Наташа Звєрєва | 3–6, 5–7           |
| Поразка   | 1993 | Wimbledon (5)                        | Трава    | Яна Новотна     | Джиджі Фернандес Наташа Звєрєва | 4–6, 7–6(9–7), 4–6 |
| Поразка   | 1996 | Wimbledon (6)                        | Трава    | Мередіт Макґрат | Мартіна Хінгіс Гелена Сукова    | 7–5, 5–7, 1–6      |

#### Мікст: 9 (4 титули, 5 поразок)
| Результат | Рік  | Championship                           | Покриття | Партнер                          | Опоненти                               | Рахунок             |
| --------- | ---- | -------------------------------------- | -------- | -------------------------------- | -------------------------------------- | ------------------- |
| Перемога  | 1992 | Вімблдонський турнір                   | Трава    | Цирил Сук                        | Міріам Ореманс Якко Елтінг             | 7–6(7–2), 6–2       |
| Перемога  | 1994 | Відкритий чемпіонат Австралії з тенісу | Тверде   | Андрій Ольховський               | Гелена Сукова Тодд Вудбрідж            | 7–5, 6–7(0–7), 6–2  |
| Поразка   | 1994 | Відкритий чемпіонат Франції з тенісу   | Ґрунт    | Ольховський Андрій Станіславович | Крісті Богерт Менно Остінг             | 5–7, 6–3, 5–7       |
| Перемога  | 1995 | French Open (2)                        | Ґрунт    | Марк Вудфорд                     | Джилл Гетерінгтон Джон-Лаффньє де Ягер | 7–6(10–8), 7–6(7–4) |
| Перемога  | 1996 | Australian Open (2)                    | Тверде   | Марк Вудфорд                     | Ніколь Арендт Люк Єнсен                | 4–6, 7–5, 6–0       |
| Поразка   | 1996 | Wimbledon (2)                          | Трава    | Марк Вудфорд                     | Гелена Сукова Цирил Сук                | 6–1, 3–6, 2–6       |
| Поразка   | 1997 | Australian Open (3)                    | Тверде   | Джон-Лаффньє де Ягер             | Манон Боллеграф Рік Ліч                | 3–6, 7–6(7–5), 5–7  |
| Поразка   | 1997 | Wimbledon (3)                          | Трава    | Ольховський Андрій Станіславович | Гелена Сукова Цирил Сук                | 6–4, 3–6, 4–6       |
| Поразка   | 1999 | French Open (3)                        | Ґрунт    | Рік Ліч                          | Катарина Среботнік Піт Норвал          | 3–6, 6–3, 3–6       |

### Чемпіонат WTA

#### Парний розряд: 5 (5 поразок)
| Результат | Рік  | Championship  | Покриття  | Партнер               | Опоненти                            | Рахунок       |
| --------- | ---- | ------------- | --------- | --------------------- | ----------------------------------- | ------------- |
| Поразка   | 1988 | Чемпіонат WTA | Килим (i) | Наташа Звєрєва        | Мартіна Навратілова Пем Шрайвер     | 3–6, 4–6      |
| Поразка   | 1989 | New York (2)  | Килим (i) | Наташа Звєрєва        | Мартіна Навратілова Пем Шрайвер     | 3–6, 2–6      |
| Поразка   | 1992 | New York (3)  | Килим (i) | Яна Новотна           | Аранча Санчес Вікаріо Гелена Сукова | 6–7(4–7), 1–6 |
| Поразка   | 1993 | New York (4)  | Килим (i) | Яна Новотна           | Наташа Звєрєва Джиджі Фернандес     | 3–6, 5–7      |
| Поразка   | 1999 | New York (5)  | Килим (i) | Аранча Санчес Вікаріо | Мартіна Хінгіс Анна Курникова       | 4–6, 4–6      |

## Інші фінали

### Одиночний розряд: 9 (2 титули, 7 поразок)
| Легенда              |
| -------------------- |
| Tier I (0–1)         |
| Tier II (0–0)        |
| Tier III (1–4)       |
| Tier IV (0–0)        |
| Tier V (1–0)         |
| Virginia Slims (0–2) |

| Фінали за покриттям |
| ------------------- |
| Тверде (1–1)        |
| Трава (0–1)         |
| Ґрунт (0–0)         |
| Килим (1–5)         |

| Результат | Ранг | Дата                     | Турнір                 | Покриття  | Опонент             | Рахунок            |
| --------- | ---- | ------------------------ | ---------------------- | --------- | ------------------- | ------------------ |
| Поразка   | 1.   | 26 січня 1987            | Вічита                 | Килим (i) | Барбара Поттер      | 6–7(6–8), 6–7(5–7) |
| Поразка   | 2.   | 8 червня 1987            | Birmingham Classic     | Трава     | Пем Шрайвер         | 6–4, 2–6, 2–6      |
| Поразка   | 3.   | 15 лютого 1988           | Silicon Valley Classic | Килим (i) | Мартіна Навратілова | 1–6, 2–6           |
| Поразка   | 4.   | 20 лютого 1989           | Oakland (2)            | Килим (i) | Зіна Гаррісон       | 1–6, 1–6           |
| Поразка   | 5.   | 6 листопада 1989         | Ameritech Cup          | Килим (i) | Зіна Гаррісон       | 3–6, 6–2, 4–6      |
| Поразка   | 6.   | 1 лютого 1993            | Toray Pan Pacific Open | Килим (i) | Мартіна Навратілова | 2–6, 2–6           |
| Перемога  | 1.   | St. Petersburg Open 1991 | Saint Petersburg       | Килим (i) | Барбара Ріттнер     | 3–6, 6–3, 6–4      |
| Перемога  | 2.   | 23 серпня 1993           | Скенектаді             | Тверде    | Наталія Медведєва   | 6–3, 7–5           |
| Поразка   | 7.   | 24 серпня 1994           | Schenectady (2)        | Тверде    | Юдіт Візнер         | 5–7, 6–3, 4–6      |

### Парний розряд: 65 титулів
| - 1985: Seabrook Island (партнер — Світлана Пархоменко) - 1985: Salt Lake City (Пархоменко Світлана Германівна) - 1986: Little Rock (Пархоменко Світлана Германівна) - 1987: Wichita (Пархоменко Світлана Германівна) - 1987: Oklahoma City (Пархоменко Світлана Германівна) - 1987: Boca Raton (Пархоменко Світлана Германівна) - 1987: Eastbourne (Пархоменко Світлана Германівна) - 1988: Birmingham (Наташа Звєрєва) - 1988: Indianapolis (Наташа Звєрєва) - 1989: Amelia Island (Наташа Звєрєва) - 1989: French Open (Наташа Звєрєва) - 1989: Birmingham (Наташа Звєрєва) - 1989: Moscow (Наташа Звєрєва) - 1989: Chicago (Наташа Звєрєва) - 1990: Birmingham (Наташа Звєрєва) - 1990: Eastbourne (Наташа Звєрєва) - 1990: Orlando (Наташа Звєрєва) - 1990: Nashville (Кеті Джордан) - 1991: Aukland (Патті Фендік) - 1991: Boca Raton (Наташа Звєрєва) - 1991: Hamburg (Яна Новотна) - 1991: Berlin (Наташа Звєрєва) - 1991: Eastbourne (Наташа Звєрєва) - 1991: Wimbledon (Наташа Звєрєва) - 1991: Toronto (Наташа Звєрєва) - 1991: Manhattan Beach (Наташа Звєрєва) - 1991: Washington, D.C. (Яна Новотна) - 1991: Philadelphia (Яна Новотна) - 1992: Brisbane (Яна Новотна) - 1992: Boca Raton (Наташа Звєрєва) - 1992: Key Biscayne (Аранча Санчес Вікаріо) - 1992: Wesley Chapel (Яна Новотна) - 1992: Berlin (Яна Новотна) | - 1992: Eastbourne (партнер — Яна Новотна) - 1992: San Diego (Яна Новотна) - 1992: Leipzig (Яна Новотна) - 1992: Brighton (Яна Новотна) - 1993: Brisbane (Кончіта Мартінес) - 1993: Osaka (Яна Новотна) - 1993: Key Biscayne (Яна Новотна) - 1993: Toronto (Яна Новотна) - 1994: Osaka (Ренне Стаббс) - 1994: Amelia Island (Аранча Санчес Вікаріо) - 1994: Barcelona (Аранча Санчес Вікаріо) - 1994: Birmingham (Зіна Гаррісон) - 1994: Schenectady (Мередіт Макґрат) - 1994: Brighton (Манон Боллеграф) - 1995: Paris Open Gaz de Франція (Мередіт Макґрат) - 1995: Barcelona (Аранча Санчес Вікаріо) - 1995: Edinburgh (Мередіт Макґрат) - 1995: Moscow (Мередіт Макґрат) - 1995: Leipzig (Мередіт Макґрат) - 1995: Brighton (Мередіт Макґрат) - 1996: Essen (Мередіт Макґрат) - 1996: Berlin (Мередіт Макґрат) - 1996: Rosmalen (Бренда Шульц-Маккарті) - 1996: Montreal (Аранча Санчес Вікаріо) - 1996: Moscow (Наталія Медведєва) - 1997: Birmingham (Катріна Адамс) - 1997: Люксембург (Гелена Сукова) - 1999: Gold Coast (Коріна Мораріу) - 1999: Hamburg (Аранча Санчес Вікаріо) - 1999: Birmingham (Коріна Мораріу) - 1999: Los Angeles (Аранча Санчес Вікаріо) - 1999: Leipzig (Марі П'єрс) |

## Фінали ITF

### Одиночний розряд (2–0)
| Легенда         |
| --------------- |
| Турніри $75,000 |
| Турніри $10,000 |

| Результат | Ранг | Дата          | Турнір          | Покриття | Опонент         | Рахунок  |
| --------- | ---- | ------------- | --------------- | -------- | --------------- | -------- |
| Перемога  | 1.   | 2 січня 1984  | Чикаго, США     | Тверде   | Natascia Reva   | 6–2, 6–4 |
| Перемога  | 2.   | 9 квітня 1984 | Казерта, Італія | Ґрунт    | Олена Єлісеєнко | 6–2, 6–1 |

### Парний розряд (3–1)
| Результат | Ранг | Дата            | Турнір              | Покриття   | Партнер             | Опоненти                                   | Рахунок  |
| --------- | ---- | --------------- | ------------------- | ---------- | ------------------- | ------------------------------------------ | -------- |
| Runner–up | 1.   | 2 січня 1984    | Чикаго, США         | Тверде     | Світлана Пархоменко | Чілла Бартош-Черепі Маріанне ван дер Торре | W/O      |
| Перемога  | 2.   | 9 квітня 1984   | Казерта, Італія     | Ґрунт      | Рената Шашак        | Маріе Пінтерова Рената Томанова            | 6–1, 6–3 |
| Перемога  | 3.   | 13 вересня 1993 | Карлові Вари, Чехія | Ґрунт      | Каріна Габшудова    | Радка Бобкова Петра Лангрова               | 6–3, 6–4 |
| Перемога  | 4.   | 28 вересня 1996 | Лімож, Франція      | Тверде (i) | Наталія Медведєва   | Каролін Денін Домінік Монамі               | 6–1, 6–1 |

## Досягнення у жіночому парному розряді
| Турніри Великого шолома                |            |            |            |            |            |            |            |            |            |            |            |            |            |            |            |            |            |            |        |        |
| Відкритий чемпіонат Австралії з тенісу |            | 2р         |            | NH         |            |            |            | ЧФ         | ЧФ         | ЧФ         | ЧФ         | 3р         | ПФ         | ПФ         | ПФ         | 2р         | ЧФ         |            | 0 / 11 | 31–11  |
| Відкритий чемпіонат Франції з тенісу   |            | 1р         | 2р         | ЧФ         |            |            | П          | Ф          | Ф          | ПФ         | Ф          | ЧФ         | 3р         | ПФ         | ЧФ         | ПФ         | ЧФ         | 1р         | 1 / 15 | 48–14  |
| Вімблдонський турнір                   | ЧФ         | ЧФ         | ЧФ         | 1р         | ПФ         | Ф          | Ф          | ПФ         | П          | Ф          | Ф          | ЧФ         | ПФ         | Ф          | ПФ         |            | 3р         | 1р         | 1 / 17 | 61–16  |
| Відкритий чемпіонат США з тенісу       | 2р         |            |            |            | 1р         | 2р         | ЧФ         | ПФ         | Ф          | Ф          | 2р         | ПФ         | 3р         |            | 3р         | 2р         | ПФ         |            | 0 / 13 | 33–13  |
| Перемоги-Поразки                       | 4–2        | 4–3        | 4–2        | 3–2        | 4–2        | 6–2        | 14–2       | 16–4       | 19–3       | 17–4       | 14–4       | 12–4       | 12–4       | 13–3       | 13–4       | 6–3        | 12–4       | 0–2        | 2 / 56 | 173–54 |
| Чемпіонат WTA                          |            |            |            |            |            |            |            |            |            |            |            |            |            |            |            |            |            |            |        |        |
| Чемпіонат WTA                          |            |            |            | ЧФ         | ЧФ         | Ф          | Ф          | ЧФ         | ЧФ         | Ф          | Ф          |            | ПФ         | ПФ         | ПФ         | ЧФ         | ф          |            | 0 / 13 | 13–13  |
| Tier I                                 |            |            |            |            |            |            |            |            |            |            |            |            |            |            |            |            |            |            |        |        |
| Toray Pan Pacific Open                 | NH         | Not Tier I | Not Tier I | Not Tier I | Not Tier I | Not Tier I | Not Tier I | Not Tier I | Not Tier I | Not Tier I | ПФ         | 1р         | ЧФ         |            |            |            | 1р         |            | 0 / 4  | 3–4    |
| Мастерс Індіан-Веллс                   | Not Held   | Not Held   | Not Held   | Not Held   | Not Held   | Not Held   | Not Tier I | Not Tier I | Not Tier I | Not Tier I | Not Tier I | Not Tier I | Not Tier I | Not Tier I | 2р         | ЧФ         |            |            | 0 / 2  | 2–2    |
| Бока-Ратон                             |            |            |            |            |            |            |            |            | П          | П          | Not Tier I | Not Tier I | Not Tier I | Not Held   | Not Held   | Not Held   | Not Held   | Not Held   | 2 / 2  | 8–0    |
| Мастерс Маямі                          | Not Held   | Not Held   | Not Tier I | Not Tier I | Not Tier I | Not Tier I | Not Tier I | ЧФ         | 3р         | П          | П          | ЧФ         | ПФ         | П          | 3р         | ЧФ         | ЧФ         | 2р         | 2 / 11 | 27–9   |
| Volvo Car Open                         | Not Tier I | Not Tier I | Not Tier I | Not Tier I | Not Tier I | Not Tier I | Not Tier I |            |            | Ф          | ПФ         | 1р         | ПФ         | ПФ         | 2р         | ПФ         | 2р         | ЧФ         | 0 / 9  | 13–8   |
| Мастерс Рим                            | Not Tier I | Not Tier I | Not Tier I | NH         | Not Tier I | Not Tier I | Not Tier I | ПФ         |            |            |            | ЧФ         |            |            | 2р         | 2р         | 2р         |            | 0 / 5  | 5–5    |
| German Open                            | Not Tier I | Not Tier I | Not Tier I | Not Tier I | Not Tier I | Not Tier I | Not Tier I | ЧФ         | П          | П          |            | ПФ         | Ф          | П          | ПФ         | ПФ         | ПФ         |            | 3 / 9  | 25–5   |
| Мастерс Канада                         | Not Tier I | Not Tier I | Not Tier I | Not Tier I | Not Tier I | Not Tier I | Not Tier I | 2р         | П          |            | П          | ПФ         | ПФ         | П          | ПФ         | 1р         | Ф          |            | 3 / 9  | 23–5   |
| Zurich Open                            | NH         | Not Tier I | Not Tier I | Not Tier I | Not Tier I | Not Tier I | Not Tier I | Not Tier I | Not Tier I | Not Tier I | ПФ         | ПФ         | 1р         | ЧФ         | Ф          | ПФ         | 1р         |            | 0 / 7  | 9–7    |
| Філадельфія                            | Not Held   | Not Held   | Not Held   | Not Held   | Not Held   | Not Held   | Not Held   | Not Held   | Not Tier I | Not Tier I | Ф          |            | Ф          | Not Tier I | Not Tier I | Not Tier I | Not Tier I | Not Tier I | 0 / 2  | 6–2    |
| Кубок Кремля                           | Not Held   | Not Held   | Not Held   | Not Held   | Not Held   | Not Held   | Not Held   | Not Held   | Not Held   | Not Held   | Not Held   | Not Held   | Not Held   | NTI        | ПФ         | 1р         | ЧФ         |            | 0 / 3  | 3–3    |
| Загальна статистика                    |            |            |            |            |            |            |            |            |            |            |            |            |            |            |            |            |            |            |        |        |
| Рейтинг на кінець року                 | Н/Д        | Н/Д        | Н/Д        | 26         | 11         | 9          | 3          | 7          | 2          | 5          | 5          | 11         | 5          | 2          | 9          | 11         | 3          | Н/Д        | Ранг 1 | Ранг 1 |

## Зовнішні посилання
- Досьє на сайті WTA [Архівовано 14 травня 2012 у Wayback Machine.]